# Tour Salesforce
À ne pas confondre avec le gratte-ciel de Chicago : la Salesforce Tower Chicago
La Tour Salesforce (anciennement tour Transbay) est un gratte-ciel de 326 mètres (1070 pieds) situé dans le centre-ville de San Francisco aux États-Unis. Il s'agit du plus grand gratte-ciel de la ville. La moitié des étages sont loués par Salesforce.

## Localisation
L’immeuble est situé dans le quartier de South of Market au 415 Mission Street, entre les rues First et Fremont, à côté du Transbay Transit Center.
La tour est la pièce maîtresse du plan de réaménagement de San Francisco Transbay (en). Le projet est composé de bureaux, d'infrastructures de transport, de commerces et d’une partie résidentielle.

## Caractéristiques
La tour est la plus haute de San Francisco. Avec une hauteur de 326 mètres (1070 pieds), il s'agit du deuxième bâtiment le plus haut de Californie, après le Wilshire Grand Center de Los Angeles.
La couronne de la tour présente une sculpture électronique de neuf étages créée par l'artiste/Jim Campbell, qui présente des vidéos abstraites de San Francisco en basse résolution qui sont filmées chaque jour. Ce sera l'œuvre d'art public la plus haute du monde.

## Construction
Lancée en 2013, la construction s'achève en avril 2017. Son architecte est César Pelli. La tour ouvre en janvier 2018.
En avril 2014, Salesforce a acquis un contrat de location sur la moitié de la tour pour un montant de 560 millions de dollars. La tour fait partie d'un important projet d'urbanisme appelé Transbay Transit Center.